# Basni Belima
Basni Belima is een census town in het district Nagaur van de Indiase staat Rajasthan. 

## Demografie
Volgens de Indiase volkstelling van 2001 wonen er 21557 mensen in Basni Belima, waarvan 50% mannelijk en 50% vrouwelijk is. De plaats heeft een alfabetiseringsgraad van 54%. 